# Ganéjbadargomba
A ganéjbadargomba (Deconica coprophila) a harmatgombafélék családjába tartozó, Európában és Észak-Amerikában honos, trágyán növő, nem ehető gombafaj.

## Megjelenése
A ganéjbadargomba kalapja 0,5-2,5 cm széles, alakja fiatalon félgömbszerű, később domború, esetleg közepén egy kis púppal. Színe okker- vagy olívsárgás, barnás. Felülete ragadós. Széle fiatalon befelé hajló, fehéren rojtos, később egyenes, a fehér fátyolmaradványok lekopnak.
Húsa vékony, törékeny, színe a kalapéhoz hasonló és sérülésre nem színeződik el (ellentétben a hasonló, de kékülő Psilocybe nemzetség tagjaival). Íze lisztes.  
Viszonylag távol álló lemezei tönkhöz nőttek. Színük kezdetben halványszürke, majd a spórák érésével szürkésbarna, majd végül lilásbarna lesz.
Tönk: 1,5-5 cm magas és 0,-0,3 mm vastag. Egyenletesen vastag, egyenes vagy a tövénél hajlott. Színe sárgás vagy barnás, felülete pelyhesen szálas, néha gyenge gallérzónával.
Spórapora lilásbarna. Spórája ellipszoid (oldalnézetben kissé szügletes), sima, mérete 11-14 x 7-9 µm.

### Hasonló fajok
Leginkább a domború harmatgombával, esetleg a szintén trágyán növő Psilocybe, Panaeolus, esetleg Coprinus-fajokkal lehet összetéveszteni. 

## Elterjedése és termőhelye
Európában és Észak-Amerikában honos. Magyarországon ritka.  
Trágyázott legelőkön, réteken, sokszor közvetlenül a ló- vagy tehéntrágyán nő. Áprilistól októberig terem.
Nem ehető. Egyes badargombáktól eltérően pszichoaktív anyagot (pszilocibin) nem tartalmaz.  

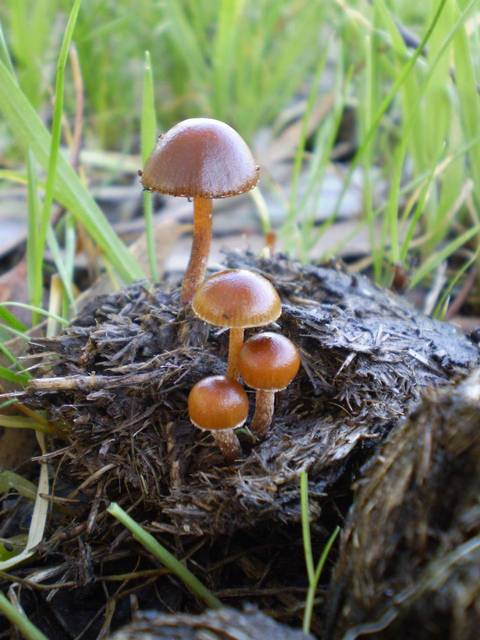
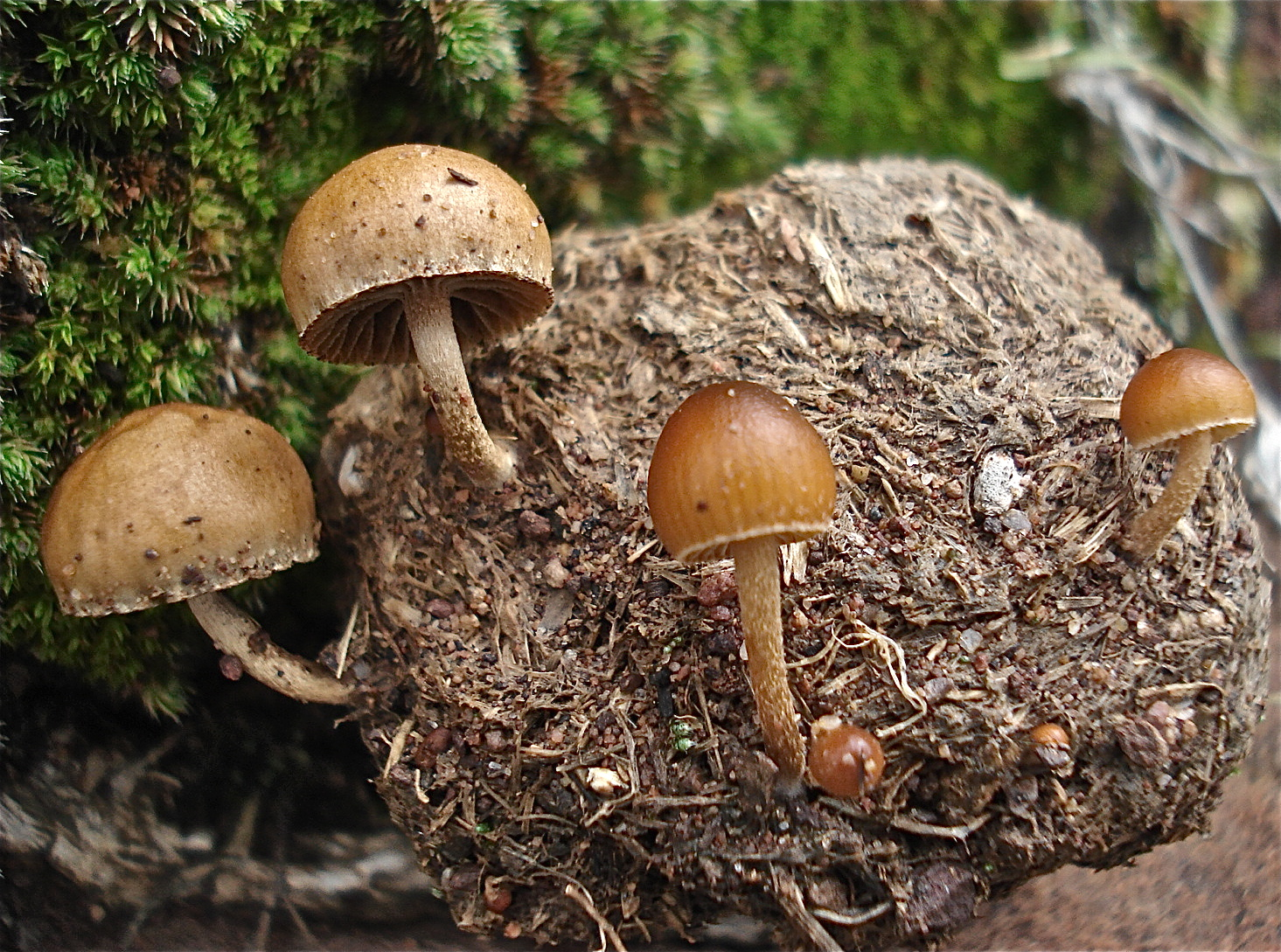
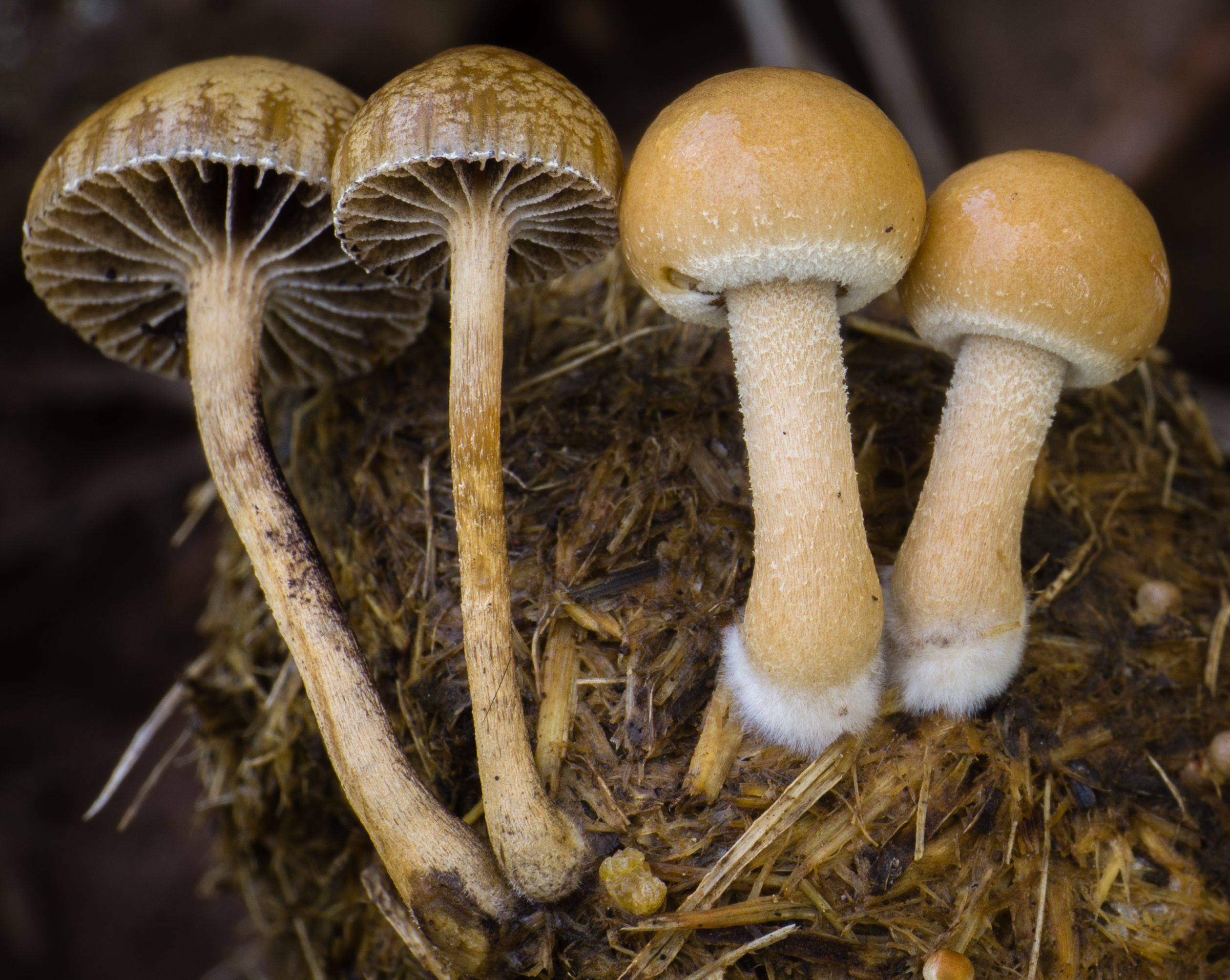
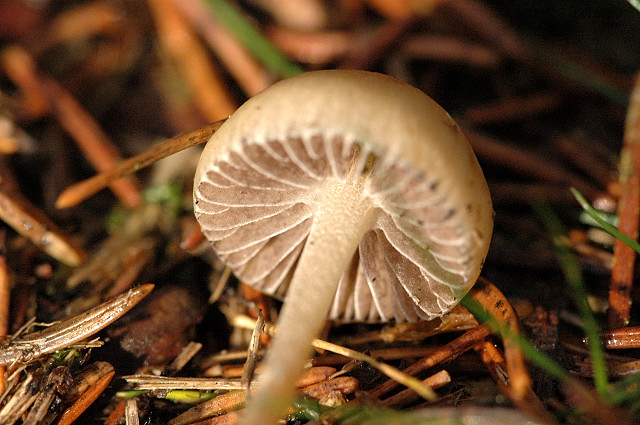
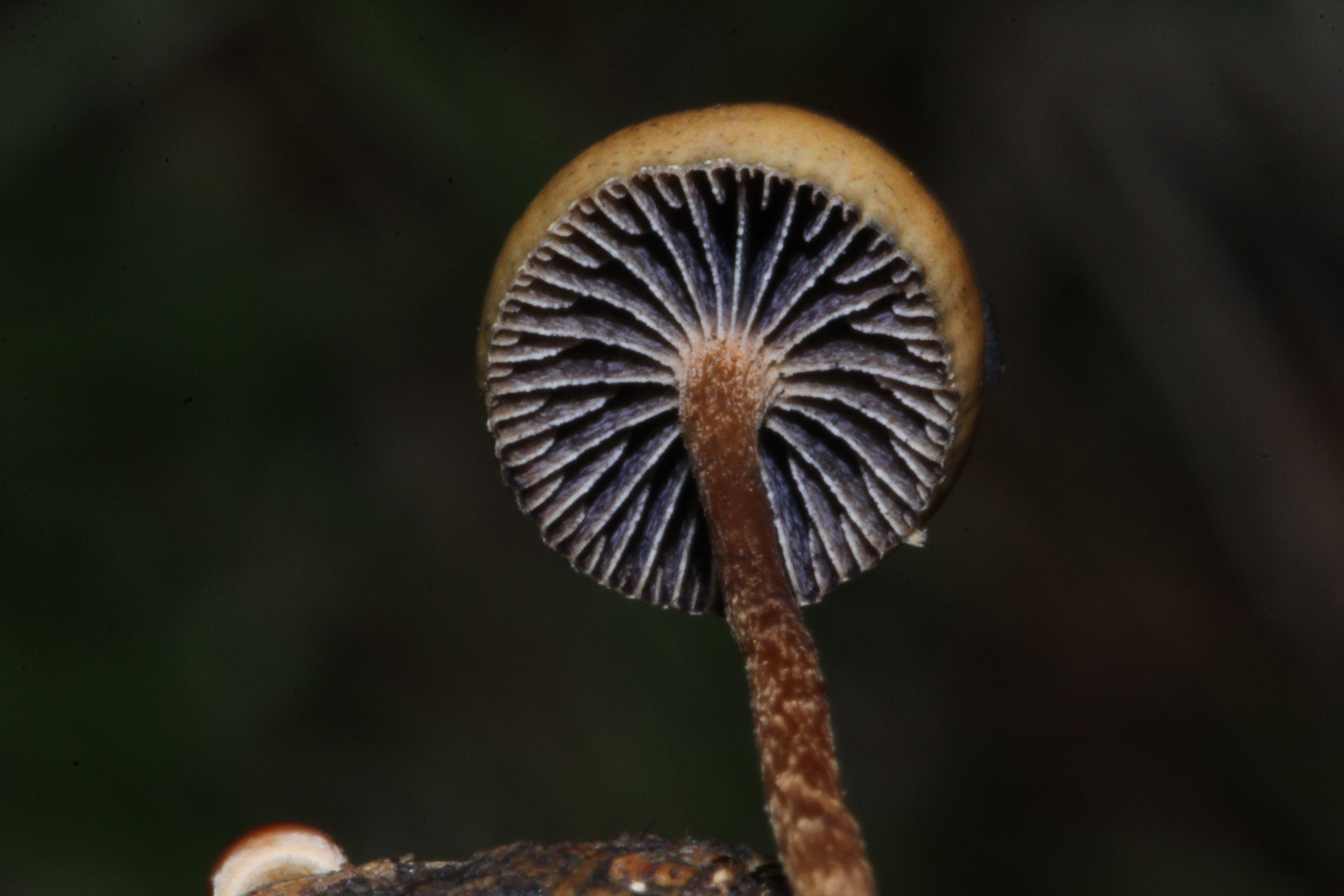